# Metasequoia (mjukvara)
Metasequoia är en mjukvara utvecklad av Osamu Mizuno som kan skapa och hantera 3D-modeller. Programmet är så kallad freeware.